# My boy (Neil Young)
My boy is een lied dat werd geschreven door Neil Young. De eerste uitgave was op de bootleg Going back to Santa Cruz en was gemaakt tijdens een optreden op 5 januari 1983. Op een officieel album verscheen het voor het eerst in 1985, namelijk op Old ways, en later nog op zijn verzamelalbum Mistery train (2001). Daarnaast verscheen het in 1985 op een single voor promotiedoeleinden in Spanje.
Het is een ballad waarin Young begeleid wordt door een banjo, een fiddle (viool) en een steelgitaar. In het midden van al deze countryinstrumenten is een solo te horen van een zware elektrische gitaar. Verderop eindigt Young traditioneel op de mondharmonica.
Het nummer gaat over zijn zoon Ben die geboren is met een handicap en naar wie veel zorg is gegaan. Speciaal voor hem bouwde Young een omvangrijke modelspoorweg in zijn huis, bijvoorbeeld goed te horen als inspiratie eerder voor Southern Pacific.
Oh, you'd better take your time, zingt hij zijn zoon toe, omdat het allemaal zo snel gaat. Terwijl Young (1945) zich nog verbaast omdat zijn zoon zo snel opgroeit, is leeftijdsgenoot Ringo Starr (1940) inmiddels grootvader geworden. Het nummer past goed tussen de nummers op Old ways, waaronder Where is the highway tonight? waarin Young terugkijkt op zijn eigen jeugd.